# Журавлиная родина
Журавлиная родина — государственный природный заказник регионального значения в Талдомском и Сергиево-Посадском районах Московской области.
Расположен на территории Дубненского болотного массива — крупнейшего в Московской области. Входит в резервный список водно-болотных угодий международного значения и является ключевой орнитологической территорией России.
Получил название по одноимённой повести Михаила Михайловича Пришвина, написанной об этих местах.

## Общие сведения
Создан Решением Исполкома Московского областного совета народных депутатов от 07.09.1979 № 1109. Спроектирован студенческой дружиной по охране природы биологического факультета МГУ им. М. В. Ломоносова. В состав входят 12 действующих и 5 проектируемых участков. Площадь — 11 000 га.

## Описание
Дубненская низменность в настоящее время является комплексом водно-болотных угодий различного типа — от практически не нарушенных переходных и верховых болот с реликтовой ледниковой растительностью до полностью преобразованных человеком ландшафтов, таких как карьеры старых торфоразработок.
В Дубненской пойме топкие ивняки и заросшие тростником старицы соседствуют с заливными лугами и заболоченными берёзовыми и черноольховыми лесами с дубовыми гривами и вязовниками. Пойменные луга, сенокосы, участки высокотравья, кустарниковые и осоковые болота, чередующиеся с сельскохозяйственными землями — пашнями, выгонами, сенокосами и ныне необрабатываемыми заброшенными полями. Такая мозаичная структура территории благоприятна для многих видов птиц. Список птиц, встречающихся на территории Дубненской низменности, насчитывает 218 видов, из них 38 занесены в Красную книгу Московской области и 7 в Красную книгу России.
Весной на залитых лугах останавливается до 8 тысяч гусей, различные виды уток и куликов, можно увидеть лебедей и аистов. Летом гнездится более 20 пар серых журавлей (лат. Grus grus). Осенью — из других мест с севера собирается более полутора тысяч серых журавлей, образуя перед перелётом на юг крупное скопление. А зимой прилетают из тундры полярные совы. Фауна млекопитающих представлена практически всеми видами, характерными для центра европейской части России. Здесь обычен лось, встречаются марал и косуля. Нередки медведь, рысь, выдра и барсук, заходит волк.
На территории заказника «Журавлиная родина» закрыта весенняя и осенняя охота до конца октября и посещение Дубненского болотного массива с 15 апреля по 1 августа, сбор клюквы разрешён только для жителей Талдомского района начиная с 1 октября, запрещена кино- и фотосъёмка без специального разрешения.
С ноября 2015 года начата плановая установка птицезащитных устройств на опорах линий электропередач для предотвращения гибели пернатых.

## Угроза заказнику
В 2025 году вокруг заказника разгорелась серьёзная экологическая дискуссия. Стало известно о планах белгородского агрохолдинга «Зелёная Долина» построить крупный животноводческий комплекс (молочную ферму на 17 тыс. голов скота, с инфраструктурой и жильём для работников) на участке площадью 70 гектаров, прилегающем к южной границе заказника. Этот участок – открытые поля вблизи деревень Самотовино и Окаёмово – не входит формально в ООПТ, но является одним из трёх последних мест массового осеннего скопления журавлей в Подмосковье. Фактически эти поля служат дневным местом кормления журавлей, ночующих в охраняемых болотах заказника. По словам директора заказника, застройка 70-гектарного участка приведёт к необратимой потере журавлиного местообитания.
Экологи обращали внимание, что согласно федеральному закону «О животном мире» подобное строительство в местах обитания краснокнижных видов противоречит законодательству, и напоминают, что изначально власти обещали включить эти ценные поля состав спроектированной, но так и не утверждённой особо охраняемой территориии «Журавлиный край» ООПТ. Ещё в 2020 году ценные поля планировалось официально присоединить к заказнику в рамках «Журавлиного края». Однако вместо охранного статуса поля были переданы под индустриальное сельхозиспользование – покупке этого участка агрохолдингом «Зелёная долина» и подготовке проекта фермы способствовало решение правительства МО изменить целевое назначение земли. Инвестсоглашение на 36 млрд рублей было подписано на ПМЭФ-2025 губернатором Московской области Андреем Воробьевым и председателем совета директоров «Зеленой Долины» Сергеем Юдиным.
Летом было опубликовано открытое обращение и петиция с требованием перенести животноводческий комплекс (в той же местности, но на менее ценные территории). Под давлением общественности инвестор заявил о готовности пойти на диалог: представители компании «Зелёная долина» согласились обсудить ситуацию с экологами и местными жителями на встрече, намеченной на 21 августа 2025 года в Окаёмово. Экологи, со своей стороны, призывали граждан направлять письма и жалобы губернатору Московской области и в Минэкологии МО с просьбой пересмотреть планы строительства.